# غاري دونكان
غاري دونكان (بالإنجليزية: Gary Duncan)‏ هو عازف قيثارة أمريكي، ولد في 4 سبتمبر 1946 في سان دييغو في الولايات المتحدة.

## وصلات خارجية
- غاري دونكان على موقع ميوزك برينز (الإنجليزية)
- غاري دونكان على موقع ديسكوغز (الإنجليزية)